# Death Has a Shadow
Death Has a Shadow (titulado La muerte tenía una sombra en España y El desempleado en Hispanoamérica) es el primer episodio de la serie animada Padre de familia, emitida el 31 de enero de 1999 en FOX después de la Super Bowl. El argumento está basado en el episodio piloto creado por Seth MacFarlane: The Life of Larry. La trama se centra en Peter, que tras beber más de la cuenta en una despedida de soltero y dormirse en el trabajo, es despedido. Acto seguido acude a la Seguridad Social donde cobra un cheque por "invalidez" al mismo tiempo que trata de ocultarle a Lois su despido, pero descubre que la Administración le ha pagado demasiado. Sin embargo, su mujer acaba descubriendo la verdad y le obliga a devolver el dinero a los contribuyentes. A Peter se le ocurre entonces que la mejor manera de hacerlo es a bordo de un dirigible y arrojando el dinero mientras sobrevuela un estadio donde se celebra la Super Bowl XXXIII. Allí mismo es arrestado y su familia debe acudir en su ayuda.
En 1995 empezó a concebirse la serie: aquel año MacFarlane asistía a la Escuela de Diseño de Rhode Island. Al final de su estancia, hizo su tesis, un cortometraje titulado The Life of Larry, protagonizado por Larry Cummings, un hombre obeso de mediana edad y de intelecto limitado, y su perro parlante y cínico, Steve, además de su mujer, Lois y su hijo adolescente, Milt. Tras ser contratado por Hanna-Barbera, MacFarlane aprovechó la ocasión de crear en 1996 una secuela titulada Larry and Steve de siete minutos de duración, la cual se emitió en el bloque World Premiere Cartoons de Cartoon Network. En 1999, tuvo la idea de crear Padre de familia basándose en sus dos cortometrajes. Su trabajó llamó la atención de FOX, los cuales dieron a MacFarlane 50 000 dólares para realizar el piloto. Tras seis meses de dibujo a mano alzada, completó un episodio de 11 minutos. Después de revisar el material, la cadena dio luz verde a la producción de lo que iba a ser Padre de familia como serie.
El primer episodio está escrito por Seth MacFarlane y dirigido por Peter Shin; como artistas invitados, prestan sus voces, Lori Alan, Carlos Alazraqui, Billy West, Fred Tatasciore, Joey Slotnick, Wally Wingert y Butch Hartman. El programa obtuvo una cuota de pantalla Nielsen de 40,2, y obtuvo elogios por parte de la crítica.

## Argumento
Peter asiste invitado a una despedida de soltero con el beneplácito de su mujer, que le hace prometer que no beberá. A pesar de la promesa, éste rompe su palabra en la fiesta y acaba emborrachándose. A la mañana siguiente se despierta con resaca para malestar de su mujer. Los efectos del alcohol se hacen patentes en su puesto de trabajo donde ejerce de supervisor en una cadena de montaje: incapaz de mantenerse despierto empieza a dormirse a pesar de que su jefe, el Sr. Weed, le manda supervisar que no se cuele ningún juguete que pueda considerarse dañino para los niños. Al cabo de pocos días, esos productos que tenía que supervisar en la cadena de montaje salen a la venta, lo cual daña seriamente la imagen de la empresa. Tal negligencia le cuesta su empleo. Tras un tiempo, Peter consigue ocultarle la verdad a Lois, pero empieza a preocuparse por el bienestar de su familia. Después de buscar trabajos temporales, empieza a darse cuenta de que necesita una fuente de ingresos para mantener a su familia. Tras acudir a la oficina de la Seguridad Social donde solicita la paga por desempleo recibe su primer cheque, pero descubre que debido a un error tipográfico, Peter cobra 150 000 dólares por parte del Gobierno en vez de 150,00.
Es entonces cuando aprovecha la oportunidad para gastar el dinero de manera compulsiva, mientras le hace creer a su esposa que ha recibido un incentivo en su trabajo. La familia empieza a disfrutar de una vida llena de lujos hasta que un día, una cartera le entrega a Lois un cheque procedente de la Seguridad Social. Al enterarse, se enfurece con su marido por haberla mentido y por engañar al estado. Consciente de lo mal que ha obrado, Peter decide devolver el dinero de un modo que ella lo sepa. Junto a Brian, surca los cielos en un zepelín mientras se celebra en un estadio un partido de la Super Bowl, situados sobre el centro del campo tiran el dinero a las gradas.
A pesar de sus nobles intenciones, Peter es arrestado junto con el can por los guardias de seguridad y llevado a juicio por estafar a la Administración, allí mismo se reúne con su mujer quien sigue sin dirigirle la palabra. Una vez en el estrado, Peter reconoce ante el juez haber obrado mal, pero que solo lo hizo pensando en el bienestar de su familia. Sin embargo el juez le sentencia a dos años de prisión para lamento de Lois que intenta convencerle de que se apiade de su marido con una declaración que aunque llega a conmover al juez, solo consigue una condena por el mismo tiempo para ella junto a su esposo. Tras dictar sentencia, se fija en Stewie, quien aparece con un arma láser: tras verle reflexiona en que no puede dejar a un niño sin sus padres, ya que estaría indefenso, por lo que deroga la condena y deja en libertad a Peter, quien también recupera su puesto de trabajo después de que Stewie le apuntase con el arma. El episodio termina cuando las cosas han vuelto a la normalidad, mientras Peter piensa una forma de conseguir dinero dando a pensar que el cabeza de familia no ha aprendido la lección.

## Contexto

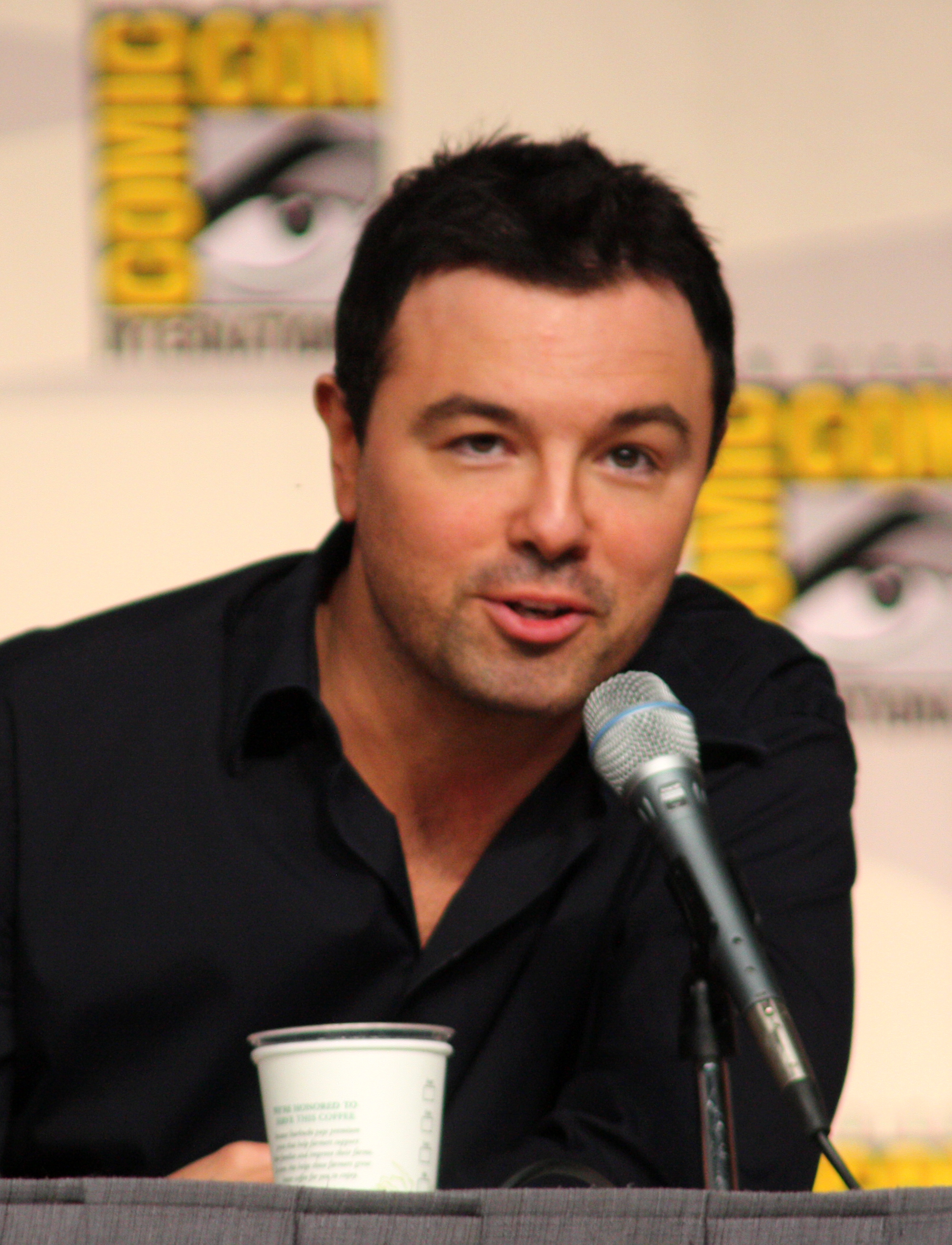
Seth MacFarlane, productor ejecutivo de Padre de familia y guionista del episodio.

En 1995, Seth MacFarlane tuvo la idea de crear Padre de familia mientras estudiaba animación en la Escuela de Diseño de Rhode Island (RISD en inglés). En la facultad, creó un corto como tesis llamado The Life of Larry. Su profesor de la RISD envió su trabajo a los estudios de Hanna-Barbera donde más tarde sería contratado. En 1996 hizo la secuela de The Life of Larry, titulada Larry and Steve donde aparecen un personaje de mediana edad llamado Larry con un perro inteligente de nombre Steve. El cortometraje fue emitido en el bloque "World Premiere Toons" de Cartoon Network.
Tras ver ambos cortos, los ejecutivos de la FOX contrataron a MacFarlane para que llevara a cabo una serie inspirada en aquellos personajes a la que llamarían Padre de familia. Con 24 años, MacFarlane fue el productor ejecutivo más joven de la televisión. La cadena propuso a MacFarlane completar un cortometraje de 15 minutos con un presupuesto de 50 000 dólares. Muchos aspectos de Padre de familia estuvieron inspirados en Larry Shorts. Mientras trabajaba en el proyecto, los personajes de Larry y Steve sirvieron de base para crear a Peter y Brian. MacFarlane declaró que la diferencia entre The Life of Larry y Padre de familia era que "esta primera la escribí en mi habitación y Padre de familia se mostró después de la Super Bowl". También comentó haberse inspirado en otras sitcoms, principalmente en Los Simpson y All in the Family para hacer los dibujos. Varias ideas se tomaron de diversos dibujos animados que ponían el sábado por la mañana en los años ochenta y que él veía cuando era niño, especialmente The Fonz and the Happy Days Gang, y Rubik, the Amazing Cube.
Para las voces, fueron llamados cinco actores: MacFarlane, Alex Borstein, Seth Green y Lacey Chabert. Este primero da su voz a tres de los personajes principales, Peter, Brian y Stewie Griffin, por decisión propia al creer que sería más fácil prestar la voz a alguien al que ya dobló anteriormente que cualquier otro. MacFarlane se inspiró en la voz de un segurata del centro al que estudiaba Seth para doblar a Peter. Para la voz de Stewie, se inspiró en la del actor Rex Harrison, en especial, en su actuación en la película musical de 1964, My Fair Lady. En cuanto a Brian, utiliza su voz natural.

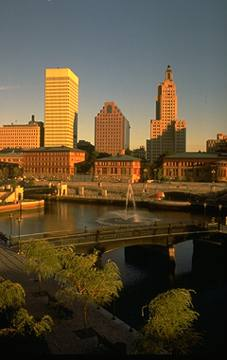
De izquierda a derecha: One Financial Center, 50 Kennedy Plaza y Bank of America Tower.

A Borstein, actriz que da su voz a Lois Griffin, le pidieron que ofreciera su voz en el episodio piloto mientras actuaba en MADtv. Ella no conocía a MacFarlane y tampoco vio ninguna de sus obras, y dijo "realmente, fue una sensación no vista". Green presta su voz a Chris Griffin. El actor declaró que en las pruebas de audición, simplemente se inspiró en el personaje de El silencio de los corderos, Buffalo Bill. Chabert dobló a Meg Griffin; sin embargo, por motivos contractuales nunca apareció acreditada. La actriz dejó la serie por falta de tiempo, ya que entonces actuaba en Party of Five al igual que debía ir a la escuela, más tarde sería remplazada por Mila Kunis.
Durante su época de estudiante en la RISD, MacFarlane residió en Providence, por lo que eligió aquella localidad para ubicar Quahog, una ficticia localidad localizada en Providence, en el programa. A menudo hace uso en la serie de localizaciones existentes de Rhode Island (Pawtucket) al igual que de personalidades célebres (Buddy Cianci). En una entrevista concedida a WNAC Fox 64 News argumentó que se basó en Cranston para hacer los términos municipales de Quahog. Muchas veces en cada episodio puede verse los rascacielos de la ciudad en la distancia. Los tres edificios que aparecen allí son (de izquierda a derecha): One Financial Center, 50 Kennedy Plaza y Bank of America Tower. El ángulo desde donde se ven los edificios indican que Quahog está situada al oeste del centro de Providence, en caso de que existiera. Sin embargo, algunos otros episodios muestran a Quahog como una localidad costera, algo que solo Cranston y Providence posee. Aún a pesar de ser un municipio ficticio, cabe destacar que la 31 de la Calle Spooner existe y que está situada en Providence al oeste de las inmediaciones del Parque Roger Williams.

## Producción
MacFarlane declaró que le llevó medio año crear y producir el episodio. Mientras recordaba la experiencia en una entrevista concedida a The New York Times, comentó: "Me pasé seis meses sin dormir y sin vida social, tan solo dibujando como un poseso en mi cocina haciendo este piloto". Tras finalizar el proyecto, la serie estaba lista para su estreno.
«Death Has a Shadow» fue el primer episodio de Padre de familia que se emitió. Sus primeros guionistas y directores fueron Seth MacFarlane y Peter Shin respectivamente. El episodio contó con las voces de Lori Alan como Diane Simmons, Carlos Alazraqui como Jonathan Weed, y en cuanto a los demás personajes, Billy West, Fred Tatasciore, Joey Slotnick, Wally Wingert y el caricaturista Butch Hartman. El estreno fue después de la Super Bowl XXXIII el 31 de enero de 1999, aunque al principio, su fecha de emisión era antes del evento deportivo.
Para el episodio se realizaron varios cambios respecto del borrador original. En la serie Lois es pelirroja, en cambio en el piloto era rubia. En el mismo descubría que su marido había perdido su trabajo y al final del episodio seguía sin un nuevo empleo y sin cobrar de la Seguridad Social. La idea de que Peter cobrara de la Administración y se hiciera rico inintencionadamente vino del productor ejecutivo David Zuckerman, el cual hizo esa sugerencia para añadir más material al episodio. Muchas escenas y sketches del episodio fueron extraídas de la tesis que MacFarlane hizo en 1995: The Life of Larry, incluida la secuencia en donde la familia Griffin estaba viendo Philadelphia y el flashback de Peter tirándose un pedo por primera vez a los treinta años.
El equipo de guionistas colaboró en las ideas y personajes a los que darían uso en cada episodio. En caso de que la mayoría de ellos estuvieran de acuerdo con alguna idea para un capítulo, esta era aprobada por MacFarlane, el cual recibía de la cadena un presupuesto antes de empezar con la producción. En los primeros meses de producción, los guionistas tuvieron que compartir las oficinas con el equipo técnico de King of the Hill. En varias entrevistas y audiocomentarios del DVD, el productor ejecutivo explicaba que era un fan de los programas radiofónicos de los años 30 y 40, en especial del thriller Suspense, el cual le llevó a poner a varios de los episodios nombres relacionados con la muerte o el asesinato, por ejemplo: Mind Over Murder. Posteriormente explicaría que su equipo cayó en la cuenta de que los títulos de esos episodios serían difíciles de distinguir.